# プソラレンシンターゼ
プソラレンシンターゼ（psoralen synthase）は、次の化学反応を触媒する酸化還元酵素である。
(+)-マルメシン + NADPH + H+ + O2 {\displaystyle \rightleftharpoons } プソラレン + NADP+ + アセトン + 2 H2O
この酵素の基質は(+)-マルメシン、NADPH、H+とO2で、生成物はプソラレン、アセトン、NADP+とH2Oである。
組織名は(+)-marmesin,NADPH:oxygen oxidoreductaseで、別名にCYP71AJ1がある。